# Avaxıl
Avaxıl är en ort i Azerbajdzjan.   Den ligger i distriktet Şamaxı Rayonu, i den centrala delen av landet, 120 kilometer väster om huvudstaden Baku. Avaxıl ligger 1 368 meter över havet och antalet invånare är 534.
Terrängen runt Avaxıl är huvudsakligen kuperad, men västerut är den bergig. Terrängen runt Avaxıl sluttar söderut. Närmaste större samhälle är Shamakhi, 19,6 kilometer söder om Avaxıl. 
Omgivningarna runt Avaxıl är en mosaik av jordbruksmark och naturlig växtlighet. Runt Avaxıl är det ganska glesbefolkat, med 31 invånare per kvadratkilometer.